# Palmilla (Linares)

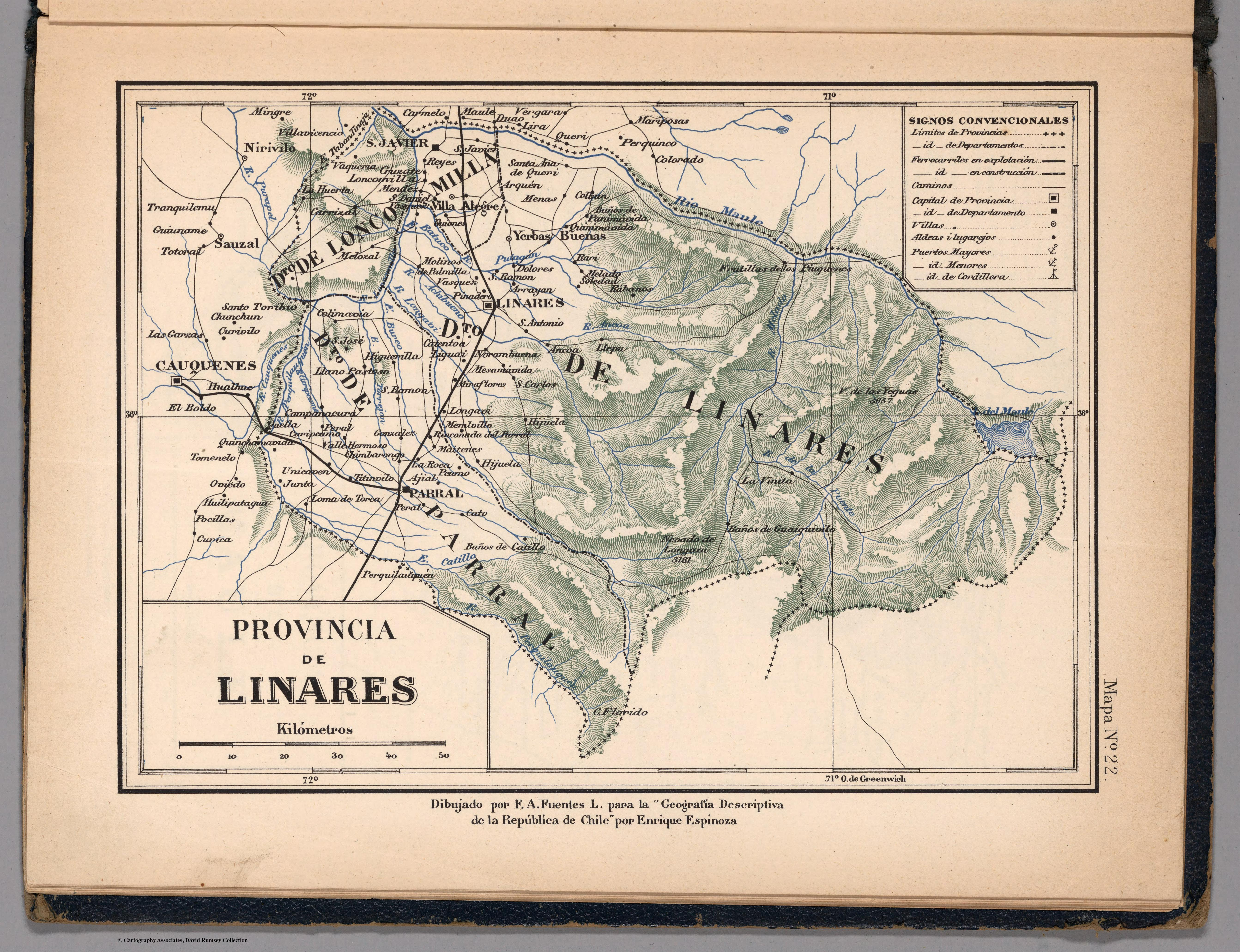
"Molinos de Palmilla" aparece en un mapa publicado en 1903, cuando aún era recordada la fase económica de la exportación de trigo

Palmilla es una aldea chilena de la comuna de Linares, Provincia de Linares, en la Región del Maule. Está ubicada a unos 10 km al oeste de la ciudad de Linares, muy próxima al río Loncomilla, pero más cerca del río Achibueno.
Fue capital del antiguo distrito de Palmilla, hoy incorporado a Linares. Décadas atrás funcionó un molino de trigo que abastecía a toda la región, aunque hoy sólo quedan los fundamentos de la construcción. Fue uno de los molinos construíidos durante el auge de la exportación de trigo a California durante la Fiebre del oro.
Este poblado destaca por tener un marcado estilo colonial en sus viviendas, con gruesas paredes de adobe techadas con tejas y un amplio corredor al lado de la calle.
La pequeña aldea tiene una iglesia, un retén de Carabineros "Las Toscas", una escuela y una posta de atención médica.
Sus habitantes viven de la agricultura, con trigo, arroz, tomates y ají como productos principales.
En esta aldea nació el novelista y periodista Januario Espinoza.
Próxima a esta aldea estaba la casa del Presidente Carlos Ibáñez del Campo quien, durante su segunda administración, pavimentó el comienzo de la ruta entre Linares y Palmilla, la cual permite el acceso a los ricos valles ubicados en la otra orilla del río Loncomilla.
En su Diccionario geográfico de la República de Chile, Francisco Solano Asta-Buruaga y Cienfuegos menciona como un caserío ubicado al norte del río Achibueno poco más arriba de su confluencia con el Loncomilla. (ver págs. 508 y 374).

## Terremoto del 27 de febrero de 2010
El terremoto destruyó casi el 50% de las casas de la calle central y dañó considerablemente el resto de las construcciones típicas de la aldea. El retén, la (recién construida) escuela, la antigua como la nueva posta y las 3 poblaciones nuevas resistieron incolumnes los embates del sismo.
Muchas familias debieron alojarse en las nuevas poblaciones tras pasar las primeras noches en carpas. Otras recibieron mediaguas de la municipalidad. Tras algunos días se normalizó también el servicio de electricidad y agua (que necesita de fuerza eléctrica) y de telefonía móvil.